# Achilles (automobile)

Achilles BE 54 de 1903 lors d'une course de vieilles voitures de Londres à Brighton en 2008.

autre image, même course.

Pour les articles homonymes, voir Achilles.
 (février 2016).
Si vous disposez d'ouvrages ou d'articles de référence ou si vous connaissez des sites web de qualité traitant du thème abordé ici, merci de compléter l'article en donnant les références utiles à sa vérifiabilité et en les liant à la section « Notes et références ».
L'Achilles était une voiturette construite entre 1903 et 1908 par la firme anglaise Thompson & Co. à Frome.
La plupart des modèles étaient équipés de moteurs mono-cylindre De Dion-Bouton ou Aster. De nombreux autres équipements étaient également assemblés. Il est possible que seul le châssis ait été fabriqué par Thompson & Co. Au moins cinq modèles différents ont été fabriqués, avec une motorisation à 8, 9 ou 12 ch.
C'est une Achilles de 1908 que conduit Achille Talon, le héros de la bande-dessinée créé par Michel Greg. Achille Talon présente lui-même son modèle (« 908, dérivé de la DeDion ») dans l'album La Traversée du disert .